# Csaba-Tiberiu Kovacs
Csaba-Tiberiu Kovacs (n. 24 februarie 1955) este un fost deputat român în legislatura 1996-2000, ales în județul Brașov pe listele partidului UDMR. Csaba-Tiberiu Kovacs a fost ales deputat și în legislatura 2000-2004 dar a demisionat pe data de 11 noiembrie 2004 și a fost înlocuit de deputatul Gheorghe Augustin Eugen Nádudvary. În cadrul activității sale parlamentare, în legislatura 1996-2000 Csaba-Tiberiu Kovacs a fost membru în grupurile parlamentare de prietenie cu Republica Filipine și Japonia iar în legislatura 2000-2004 a fost membru în grupurile parlamentare de prietenie cu Republica Indonezia, Japonia și Republica Azerbaidjan.